# Llanelli
Llanelli (uttalas [ɬaˈnɛɬi]) är en kuststad, community och största stad i grevskapet Carmarthenshire i södra Wales. Staden har cirka 44 000 invånare och är känd för sin rugbytradition och tennproduktion. Staden Llanelli omfattar även en del av Llanelli Rural community.